# 戸井康成のシネマジンガーZ
戸井康成のシネマジンガーZ（といやすなりのシネマジンガーゼット）は、CBCラジオで毎週日曜日に放送されていたラジオ番組。2014年10月5日放送開始、2015年3月29日放送終了。

## 概要
パーソナリティーの戸井康成が日曜日のお昼に戸井自身が提案する映画情報を届ける。さらに、注目映画をレポートするコーナーや最新の映画興行収入ランキングを紹介していたラジオ番組。

## 放送時間
- 毎週日曜日　12:25～12:40

## パーソナリティー
- 戸井康成